# CenterTelekom
CenterTelekom (russisch ЦентрТелеком) war ein Telekommunikationsunternehmen in Russland mit Unternehmenssitz in Moskau.
CenterTelekom gehörte zu den fünf bedeutendsten Telekommunikationsunternehmen in Russland: nach Rostelekom, Mobile TeleSystems, Vimpelcom und MegaFon.
Die Mehrheit der Aktien an CenterTelekom hält das staatseigene, russische Unternehmen Svyazinvest.

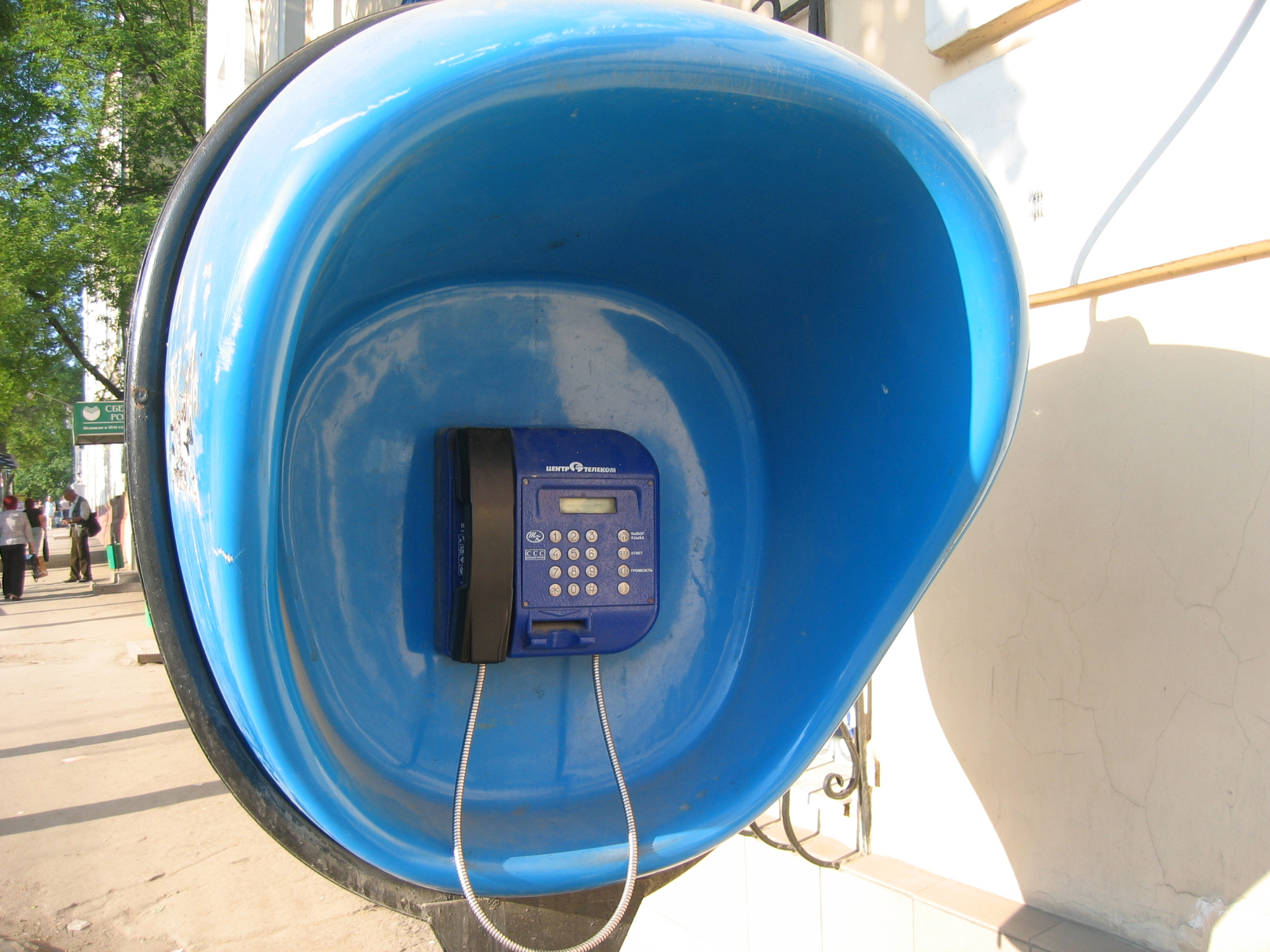
Eine Telefonzelle von CenterTelekom in Tula

CenterTelekom entstand aus 17 verschiedenen regionalen Telekommunikationsanbietern. Seit dem 1. April 2011 ist das Unternehmen eine Filiale des Gesamtrussischen Telekommunikationsunternehmens Rostelekom.
CenterTelekom ist in folgenden russischen Regionen tätig:
- Belgorod
- Brjansk
- Kaluga
- Kursk
- Lipezk
- Moskau
- Orjol
- Rjasan
- Smolensk
- Tambow
- Twer
- Tula
- Wladimir
- Woronesch